# Međunarodna zračna luka Peking Capital
Međunarodna zračna luka Peking Capital (IATA: PEK, ICAO: ZBAA) najprometnija je od dvije međunarodne zračne luke koje opslužuju Peking, glavni grad Kine (druga je međunarodna zračna luka Peking Daxing).
Zračna luka nalazi se 32 km sjeveroistočno od središta grada Pekinga, u eksklavi Chaoyang i okolici te eksklavi u predgrađu Shunyi. Zračna luka je u vlasništvu i pod upravom „Beijing Capital International Airport Company Limited”, tvrtke pod državnom kontrolom. IATA kod zračne luke, PEK, temelji se na nekadašnjem romaniziranom nazivu grada, Peking. Otvorena je 1. ožujka 1958. godine.
Glavni grad Peking brzo se popeo na ljestvici najprometnijih svjetskih zračnih luka od početka 21. stoljeća. Međunarodna zračna luka Peking Capital prestigla je zračnu luku Tokyo-Haneda kao najprometniju zračnu luku u Aziji u pogledu putničkog prometa i ukupnog prometa u 2009., a bila je druga najprometnija zračna luka u svijetu u pogledu putničkog prometa, iza međunarodne zračne luke Hartsfield–Jackson Atlanta, od 2010. do 2019. Zračna luka je registrirala 557.167 kretanja zrakoplova (uzlijetanja i slijetanja), što je na 6. mjestu u svijetu u 2012. Što se tiče teretnog prometa, zračna luka u Pekingu također bilježi brzi rast. Do 2012. godine, zračna luka je postala 13. najprometnija zračna luka na svijetu po teretnom prometu, registrirajući 1.787.027 metričkih tona (1.758.804 dugih tona; 1.969.860 kratkih tona).
Objekt pokriva područje od 3.657 hektara (14,8 km2) imovine zračne luke.